# 茨城県立高萩高等学校
茨城県立高萩高等学校（いばらきけんりつ たかはぎこうとうがっこう）は、茨城県高萩市にある県立高等学校。学校の通称は萩高（はぎこう）。校歌は佐藤佐太郎の作詞、下総晥一の作曲による。

## 設置学科
- 全日制課程
  - 普通科（1948年〔昭和23年〕〜）
    - I類型（文系、就職）
    - II類型（文系）
    - III類型（理系）

### 過去に存在した学科
- 全日制課程
  - 農業科（1949年〔昭和24年〕4月 - 1965年〔昭和40年〕3月）
  - 家政科（1952年〔昭和27年〕4月 - 2008年〔平成20年〕3月、1963年〔昭和38年〕3月家庭科から改称）
- 定時制課程
  - 普通科（1948年〔昭和23年〕4月 - 1996年〔平成8年〕3月）

## 沿革
- 1924年（大正13年）
  - 5月 - 松原裁縫専修所として開校[2]。
  - 11月20日 - 茨城県の認可が出され、松原裁縫女学校に改称[3]。
  - 12月3日 - 開校式を挙行[3]。
- 1928年（昭和3年）
  - 4月1日 - 茨城県松原実科高等女学校に改称[3]。
  - 4月16日 - 開講式を挙行[注 1]。この日を創立記念日とする[4]。
- 1937年（昭和12年）2月1日 - 高萩町立高萩実科高等女学校に改称[3][注 2]。
- 1942年（昭和17年） - 高萩町の町民の寄付と町基本財産をもって現校地に新築移転[3]。
  - 4月1日 - 茨城県高萩高等女学校と校名を改称[1]（本科制の高等女学校に組織変更[3]）。
- 1945年（昭和20年）2月1日 - 茨城県に移管され、茨城県立高萩高等女学校に改称[5]。
- 1948年（昭和23年）4月1日 - 茨城県立高萩高等学校に改称、男女共学化[1]。
- 1966年（昭和41年）6月 - 第3回全日本社会人ウェイトリフティング選手権大会を開催[6]。
- 1975年12月～1976年1月 - （昭和55年12月～昭和56年1月）第55回全国高等学校ラグビーフットボール大会 出場
- 1993年（平成5年）4月 - 定時制課程普通科募集停止
- 1994年（平成6年）4月 - 男子制服変更（新入生のみ）
- 1996年（平成8年）3月 - 定時制閉校記念式典挙行(本校体育館，大心苑)
- 2006年（平成18年） - 文部科学省よりスーパーイングリッシュランゲージハイスクール（SELHi）の指定を受ける（2年間）[7]。
- 2010年（平成20年）4月19日 - ベランダの手すりが崩れ、男子生徒2人が転落する事故が発生[8]。

### 開校の経緯と開校初期の様子
大正時代になると、茨城県の他の地域と同様に多賀郡でも高等女子教育機関が求められるようになった。そのことから、1921年（大正10年）に多賀郡は郡内各町村に「多賀郡実科女学校」（仮称）建設資金として500円を拠出することを求めた。多賀郡実科女学校の「趣意書」には以下のような記述がある。
| 「 | 本郡中産ノ家庭ニ適当ナル主婦タルコトヲ得ルノ道ヲ講スルハ、本郡女子教育ノ現状ニ照シ極メテ必要ノコトニ属ス（中略）主トシテ裁縫ノ技術ヲ授ケ旁ラ一家ノ主婦トシテ立ツニ、実地必要ナル家事科ヲ修メシメ良妻賢母ヲ養成スルコトヲ目的トセントス | 」 |

こうして女学校の設立機運が熟してきたところで郡制が崩壊し、郡立による女学校建設は失敗した。その後1924年（大正13年）3月に茨城県教育改善案で女学校の設置が求められたのを受けて、同年5月に当時の松原町（後の高萩町）が町立の松原裁縫専修所を安良川42番地に設置した。この時「学校」を名乗らなかったのは、茨城県からの認可がまだ得られていなかったからである。同年11月20日に茨城県から認可が下り、「松原裁縫女学校」に名を改める。
1927年（昭和2年）になると新校舎の建設が計画され、翌1928年（昭和3年）3月、松原尋常高等小学校（現在の高萩市立高萩小学校）の敷地内に新校舎が完成し移転する。そして同年4月1日に松原実科高等女学校に改称した。松原実科高等女学校は1年制の普通科・高等科・速成科と6か月制の研究科・随意科を置き、速成科・研究科・随意科は入学に際し、高等科卒業以上の学歴を必要とした。このうち普通科は週36時限あり、30時限を費やした裁縫のほか、修身・礼法・家事・国語・算術の授業が行われた。

## 部活動
レスリング・テニス・ラグビーで全国大会に数回出場したことがある。しかし2011年現在、レスリング部やラグビー部は存在しない。
| 運動部 - 弓道部 - 剣道部 - サッカー部 - 柔道部 - 女子バレーボール部 - ソフトテニス部 - バスケットボール部 - バドミントン部 - 野球部 - 陸上競技部 - 卓球同好会 | 文化部 - 演劇部 - 茶道部 - JRC部 - 生物部 - 食物研究部 - 写真部 - 書道部 - 吹奏楽部 - パソコン部 - 美術部 - 合唱同好会 |

## 進路
『茨城県大百科事典』（1981年〔昭和56年〕発行）によれば、当時の進路は就職と進学が半々であった。平成21年度卒業生（2010年卒業）の進路は就職が34%、進学が66%（内訳：大学40%、専修学校21%、短期大学5%）となっている。

## 交通
- JR常磐線高萩駅より徒歩約15分（約1.2km）
- 椎名観光バス高校入口バス停より徒歩約5分（約400m）
- 常磐自動車道高萩ICより自動車で約9分（約4.8km）。

## 著名な出身者
- 郡司彰（第31代参議院副議長・第54代農林水産大臣）
- 金成和幸（競輪選手）